# The Forest Is My Throne / Yggdrassil
The Forest Is My Throne/Yggdrasill es un álbum split de las bandas noruegas de black metal Satyricon y Enslaved, lanzado bajo la propia etiqueta Moonfog Productions.
El CD consta de un demo con cuatro canciones de Satyricon y siete de Enslaved.

## Lista de canciones

### Satyricon
1. "Black Winds" – 7:07
2. "The Forest Is My Throne" – 5:00
3. "Min Hyllest til Vinterland" – 5:24
4. "The Night of the Triumphator" – 6:10

### Enslaved
1. "Heimdallr" – 6:40
2. "Allfaðr Oðinn" – 7:50
3. "Intermezzo" – 1:33
4. "Hal Valr" – 7:26
5. "Niunda Heim" – 7:39
6. "The Winter Kingdom Opus I: Resound of Gjallarhorn" – 3:14
7. "Enslaved" – 6:10

## Créditos

### Satyricon
- Satyr - Bajo, guitarra, teclados, voz
- Lemarchand - Guitarra
- Frost - Batería

### Enslaved
- Ivar Bjørnson - Guitarra, teclados
- Grutle Kjellson - Bajo, voz
- Trym Torson - Batería